# Каменский, Франц Михайлович
Франц Миха́йлович Каме́нский (пол. Franciszek Dionizy Kamieński; 9 октября 1851, Люблин — 16 сентября 1912, Варшава) — польско-российский ботаник и миколог.

## Биография
По окончании курса Варшавской реальной гимназии отправился за границу, где занимался в лабораториях А. де Бари (Страсбург) и Ф. Кона (Бреславль). В 1875 году получил степень доктора философии в Страсбурге и с 1877 года вступил приват-доцентом в Львовский университет, а затем преподавателем ботаники в политехнической академии и ветеринарном институте того же города. В 1882 году признан магистром, в 1886 году доктором ботаники Санкт-Петербургским университетом (диссертация «Сравнительные исследования по развитию и строению пузырчаток», СПб., 1886) и в этом же году приглашён приват-доцентом ботаники в Новороссийский университет, с 1888 года — экстраординарный профессор там же. В 1887—1888 годах был командирован в Крым для изучения флоры Южного берега; в 1889 году — в Лондон для описания и обработки коллекций пузырчатки (Utricularia) в Королевские ботанические сады Кью, а в 1892 году для изучения тех же пузырчаток — на острова Цейлон и Яву.

## Труды
- «Zur Keimungsgeschihte der Choren» («Botanische Zeitung», совместно с  Г. А. де Бари, 1875)
- «Vergleichende Untersuchung über die Entwickelungsgeschichte der Utricularien» (т. же, 1877)

на польском языке:
- «Исследование по развитию и росту пузырчатых, Utricularia» («Отчет Краковской академии», 1876)
- «О географическом распространении растений Eloden canadensis» («Отчеты физиографической комиссии Краковской академии», 1879)
- «Vergleichende Anatomie, der Prunulaceae» («Abhandlungen der Natur. Ges. zu Halle», 1878)
- «Les organes végétatifs de Monotropa hypopitys L.» («Mémoires de la Société nat. des Sciences naturelles et mathém. de Cherbourg», 1882)
- «Neue und unbeschriebene Arten der Gattung Utricularia» ("Berichte der deutscher bot. Ges. in Berlin, 1894)

в «Записках Новороссийского общества естествоиспытателей»:
- «Материалы для морфологии и биологии Monotropa hipopitys L. и некоторых других сапрофитов» (1883)
- «Характеристика родов, составляющих сем. Lentibulariaceae» (1890)

в «Трудах Санкт-Петербургского общества естествоиспытателей»:
- «О так называемой пузырчатой микоризе» (1885) и др.

Отдельно вышли ещё «О грибных болезнях винограда» (Од. 1888); «О явлениях симбиоза в растительном царстве» (Од. 1891).

## Эпонимы
Вид насекомоядных растений Utricularia kamienskii, эндемик окрестностей города Дарвин (Австралия).